# Coroa de São Miguel Arcanjo

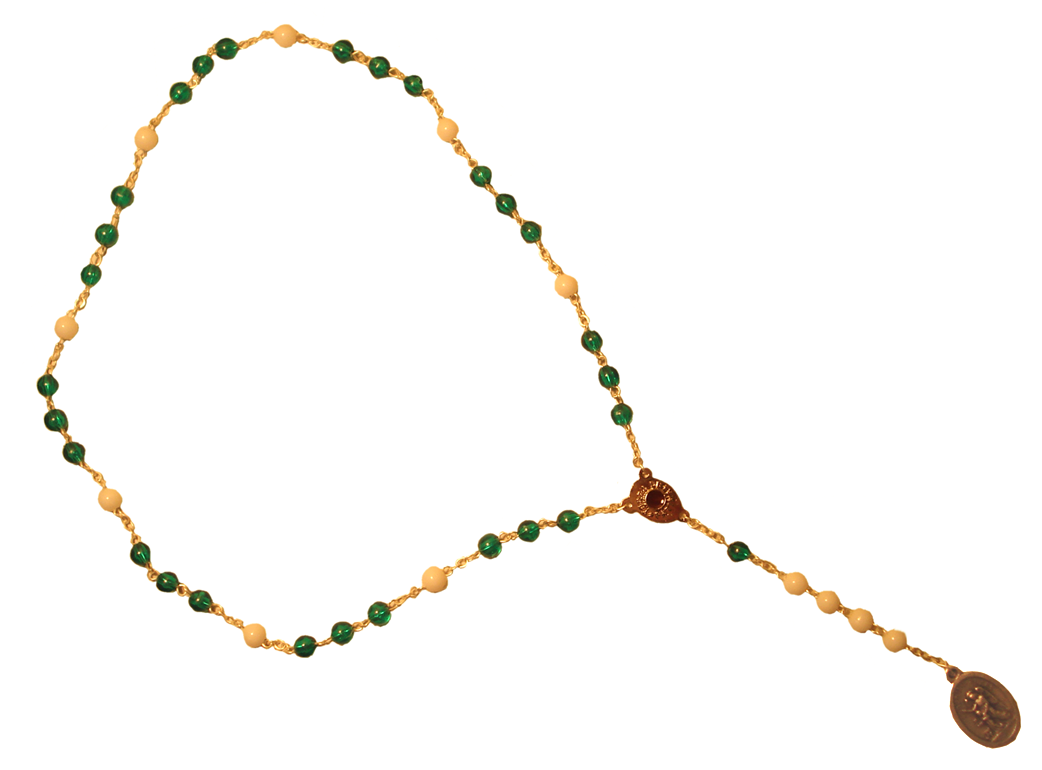
Coroa de São Miguel Arcanjo.

A Coroa de São Miguel Arcanjo, também chamada Coroa Angélica, é uma devoção religiosa católica que consiste na recitação de nove invocações correspondentes aos nove coros de Anjos, invocações essas que são acompanhadas pela oração de um Pai Nosso e de três Ave Marias em honra de cada um dos coros de Anjos.
Esta devoção religiosa foi plenamente aprovada pelo Papa Pio IX em 1851.

## História da devoção

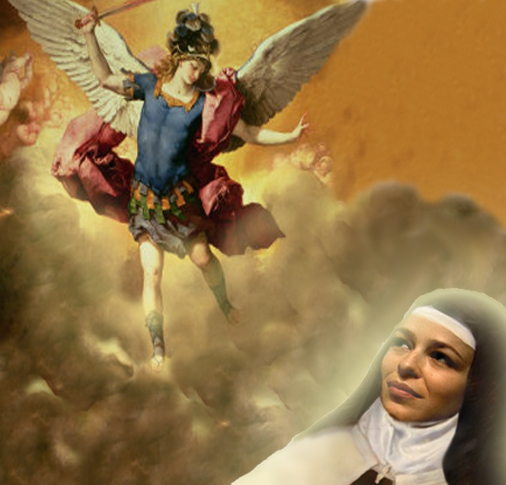
Representação da freira carmelita portuguesa Antónia de Astónaco a receber a aparição de São Miguel Arcanjo.

De acordo com a tradição da Igreja Católica, a origem desta devoção está relacionada com uma aparição e revelação privada do próprio Arcanjo São Miguel a uma freira carmelita portuguesa, Antónia de Astónaco, no ano de 1750, sendo posteriormente reconhecida e aprovada pelo Papa Pio IX, a 8 de agosto de 1851, quem a enriqueceu de indulgências.

## Coroa (ou Terço) de São Miguel Arcanjo

### Modo de rezar
O modo de rezar a Coroa (ou Terço) de São Miguel Arcanjo é o seguinte:

#### Oração inicial
Deus, vinde em meu auxílio. Senhor, socorrei-me e salvai-me. Glória ao Pai, ao Filho e ao Espírito Santo, assim como era no princípio, agora e sempre. Ámem.

#### Invocações aos Santos Anjos
Em seguida se recita cada uma das seguintes invocações, separadamente, e depois de cada uma delas oferece-se a oração de um Pai Nosso e de três Ave Marias:
- 1ª invocação: "Pela intercessão de São Miguel Arcanjo e do Coro Celeste dos Serafins, o Senhor nos faça dignos do fogo da perfeita caridade."
- 2ª invocação: "Pela intercessão de São Miguel Arcanjo e do Coro Celeste dos Querubins, o Senhor nos conceda a graça de trilharmos a estrada da perfeição cristã."
- 3ª invocação: "Pela intercessão de São Miguel Arcanjo e do Coro Celeste dos Tronos, o Senhor nos conceda o espírito da verdadeira humildade."
- 4ª invocação: "Pela intercessão de São Miguel Arcanjo e do Coro Celeste das Dominações, o Senhor nos dê a graça de podermos dominar os nossos sentidos."
- 5ª invocação: "Pela intercessão de São Miguel Arcanjo e do Coro Celeste das Potestades, o Senhor nos guarde das traições e tentações do demónio."
- 6ª invocação: "Pela intercessão de São Miguel Arcanjo e do Coro Celeste das Virtudes, o Senhor nos conceda a graça de não sermos vencidos no combate perigoso das tentações."
- 7ª invocação: "Pela intercessão de São Miguel Arcanjo e do Coro Celeste dos Principados, o Senhor nos dê o espírito da verdadeira e sincera obediência."
- 8ª invocação: "Pela intercessão de São Miguel Arcanjo e do Coro Celeste dos Arcanjos, o Senhor nos conceda o dom da perseverança na fé e boas obras."
- 9ª invocação: "Pela intercessão de São Miguel Arcanjo e do Coro Celeste dos Anjos, o Senhor nos conceda que estes espíritos bem-aventurados nos guardem sempre, e principalmente na hora da nossa morte."

Termina-se com a oração de um Pai Nosso a São Miguel Arcanjo, um Pai Nosso a São Gabriel Arcanjo, um Pai Nosso a São Rafael Arcanjo e um Pai Nosso ao nosso Anjo da Guarda. Reza-se, ainda, um Pai Nosso, uma Ave Maria e um Gloria aos Anjos da Guarda das pessoas a quem tenhamos ofendido ou escandalizado.
Recomenda-se, também, a oração da antífona e da oração final, e a oração quotidiana do Papa Leão XIII.

#### Antífona de São Miguel
- "Glorioso São Miguel Arcanjo, o primeiro entre todos os Anjos, defensor das almas, vencedor do Demónio, vós que estais junto da glória de Deus e, depois de Nosso Senhor Jesus Cristo, sois admirável protector nosso, dotado de sobre-humana excelência e fortaleza, dignai-vos alcançar de Deus que sejamos livres de toda a espécie de mal e ajudai-nos a ser fiéis em cada dia ao serviço do nosso Deus. Rogai por nós, ó Bem-aventurado São Miguel Arcanjo, príncipe da Igreja de Jesus Cristo, para que sejamos dignos das promessas do mesmo Senhor. Amén."

Outra versão:
- "Glorioso São Miguel, chefe e príncipe dos exércitos celestes, fiel guardião das almas, vencedor dos espíritos rebeldes, amado da casa de Deus, nosso admirável guia depois de Cristo. Vós cuja excelência e virtudes são eminentíssimas, dignai-vos livrai-nos de todos os males, nós todos que recorremos a vós com confiança, e fazei pela vossa incomparável proteção que adiantemos cada dia mais uma fidelidade em servir a Deus. Rogai por nós, ó bem aventurado São Miguel Arcanjo, príncipe da igreja de Jesus Cristo. Para que sejamos dignos de Suas promessas. Amén.[4]

#### Oração final
- "Omnipotente e sempiterno Deus que, por prodígio da Vossa bondade e misericórdia, elegestes para príncipe da Vossa Igreja o gloriosíssimo Arcanjo São Miguel, com o fim da comum salvação das almas, nós Vos rogamos que nos façais dignos de sermos, por sua benéfica protecção, libertos de todos os nossos inimigos, de sorte que nenhum deles possa molestar-nos na hora da nossa morte, mas antes nos seja dado que o mesmo Arcanjo nos conduza à presença da Vossa excelsa e divina Majestade. Pelos merecimentos de Jesus Cristo, nosso Senhor. Amén."[4]

#### Oração quotidiana do Papa Leão XIII
Esta oração foi composta e mandada rezar pelo próprio Papa Leão XIII:
- "São Miguel Arcanjo, defendei-nos neste combate, sede o nosso auxílio contra os embustes e as ciladas do demónio. Que Deus sobre ele impere, instante e humildemente o suplicamos. E vós, Príncipe da Milícia Celeste, com esse poder divino, precipitai no inferno a Satanás e a todos os espíritos malignos que vagueiam pelo mundo para perdição das almas. Assim seja!"[5]

## Promessas de São Miguel Arcanjo
O glorioso São Miguel Arcanjo prometeu:
- A quem o honrasse desta maneira antes da Sagrada Comunhão seria acompanhado à Sagrada Mesa por um Anjo de cada um dos nove Coros;
- A quem rezasse todos os dias essas nove saudações teria a sua assistência e a dos Santos Anjos durante a sua vida e que depois da morte livraria do Purgatório a essa pessoa e aos seus parentes.

Através da recitação desta Coroa Angélica (ou Terço) obter-se-ão ainda muitas graças nas calamidades públicas, sobretudo nas da Igreja Católica (de que São Miguel Arcanjo é o padroeiro perpétuo), e as indulgências que lhe foram atribuídas pelo Papa Pio IX.